# مقدمه‌ای بر الگوریتم‌ها
مقدمه‌ای بر الگوریتم‌ها(به انگلیسی: Introduction to Algorithms) کتابی است که توسط توماس اچ کورمِن، چارلز ای لایسرسان، رونالد ریوست و کلیفورد استین تالیف شده‌است. این کتاب به عنوان کتاب درسی برای دروس الگوریتم در بسیاری از دانشگاه‌های جهان استفاده می‌شود. این کتاب همچنین یکی از رایجترین منابع برای الگوریتم در مقالات منتشر شده می‌باشد. کتاب مذکور نیم میلیون نسخه در طول ۲۰ سال اول خود فروش داشته‌است.

## ویرایش‌ها
در اولین ویرایش این کتاب درسی استین به عنوان یک نویسنده حضور نداشته و به این ترتیب این کتاب با نام مخفف CLR (متشکل از حروف ابتدایی نام خانوادگی نویسندگان) شناخته می‌شد. پس از اضافه شدن نویسنده چهارم به جمع نویسندگان در ویراست دوم، این کتاب با نام مخفف CLRS شناخته شد. این نسخه اولین نسخه‌ای از کتاب بود که با عنوان "کتاب بزرگ سفید (الگوریتم)" شناخته می‌شد. در چاپ دوم، این ویرایش رنگ جلد کتاب به رنگ سبز تغییر کرد تا نام مستعار کتاب کوتاه‌تر شده و به نام "کتاب بزرگ (الگوریتم)" تغییر یابد. ویراست سوم در ماه اوت ۲۰۰۹ منتشر شد.

### لوح فشرده
ویراست دوم کتاب که توسط انتشارات مک گروهیل منتشر شد، یک عدد لوح فشرده نیز به همراه داشت که در آن مثال‌هایی به زبان جاوا قرار داشت.

## طراحی جلد
تصویر مجسمه متحرک نشان داده شده بر روی جلد، اثری است از الکساندر کالدر با نام "قرمز بزرگ"، که می‌توان آن را در موزه هنر آمریکایی ویتنی در شهر نیویورک یافت.

## تاریخچه انتشار
- کورمن، توماس اچ؛ لیزرسان، چارلز ای؛ ریوست، رونالد ال (۱۹۹۰). Introduction to Algorithms. ویرایش اول. مطبوعات MIT  و مک گرو هیل. شابک ۹۷۸۰۵۲۱۸۹۳۰۸۴.

- کورمن، توماس اچ؛ لیزرسان، چارلز ای؛ ریوست، رونالد ال؛ استین، کلیفورد (۲۰۰۱). Introduction to Algorithms. ویرایش دوم. مطبوعات MIT  و مک گرو هیل. شابک ۹۷۸-۰-۲۶۲-۵۳۱۹۶-۲.

- کورمن، توماس اچ؛ لیزرسان، چارلز ای؛ ریوست، رونالد ال؛ استین، کلیفورد (۲۰۰۹). Introduction to Algorithms. ویرایش سوم. مطبوعات MIT. شابک ۹۷۸-۰-۲۶۲-۰۳۳۸۴-۸.

## ترجمه فارسی
کتاب مقدمه‌ای بر الگوریتم‌ها به زبان فارسی توسط عین الله جعفرنژاد قمی ترجمه شده و در ۲ جلد به چاپ رسیده‌است:
- جلد اول:  کورمن، توماس اچ؛ لیزرسان، چارلز ای؛ ریوست، رونالد ال؛ استین، کلیف. Introduction to Algorithms [مقدمه‌ای بر الگوریتم‌ه(جلد اول)]. ج. اول. ترجمهٔ عین‌الله جعفرنژاد قمی. علوم رایانه. صص. ۴۳۶. شابک ۹۷۸-۹۶۴-۸۹۹۶-۹۸-۲.

- جلد دوم:  کورمن، توماس اچ؛ لیزرسان، چارلز ای؛ ریوست، رونالد ال؛ استین، کلیف. Introduction to Algorithms [مقدمه‌ای بر الگوریتم‌ها(جلد دوم)]. ج. اول. ترجمهٔ عین‌الله جعفرنژاد قمی. علوم رایانه. صص. ۵۶۴. شابک ۹۷۸-۹۶۴-۸۹۹۶-۹۷-۵.